# 沟酸浆属
沟酸浆属（学名：Mimulus）是透骨草科下的一个属，为草本或灌木植物。该属共有约150种，分布于全球。